# فضای موضعاً فشرده
در توپولوژی و شاخه‌های مرتبط با آن در ریاضیات، یک فضای توپولوژی را موضعاً فشرده (Locally Compact) می‌نامند اگر به زبان نادقیق هر بخش کوچک از آن فضا شبیه بخش کوچکی از یک فضای فشرده باشد. یه بیان دقیق‌تر، فضای توپولوژیکی است که در آن هر نقطه دارای همسایگی فشرده باشد. در آنالیز تمرکز اصلی اغلب بر روی فضاهای موضعاً فشرده‌ای اند که هاسدورف نیز باشند، این فضاها را اغلب به صورت مخفف «فضاهای LCH» می‌نویسند.

## ارجاعات
1. ↑  Folland 1999, p. 131, Sec. 4.5.